# Top models
Top models es una telenovela juvenil mexicana realizada por TV Azteca en 2005. Protagonizada por Mariana Ochoa (en un doble papel, protagonista y antagonista), y Michel Gurfi (en su primer estelar).

## Sinopsis
Pasarelas, glamour, música, belleza, amor, secretos, envidias y desengaños forman parte de Top Models, una historia fresca e innovadora que abre una ventana para romper con los mitos y rescribir la verdad que gira en el mundo del modelaje.
En Top Models las historias se entrelazan, los caminos se cruzan, el destino es incierto, el pasado es el futuro, la envidia la mejor arma, la pasión es costumbre, la fortaleza es debilidad, y sólo el amor verdadero podrá superar todos estos obstáculos para descubrir los secretos que envuelven las vidas de Marco, Paloma y Mariana.
Un incidente ocurrido hace 20 años cambia las vidas de Gabriel y Brandon, los mejores modelos de esa época, del que ambos juraron guardar silencio; Gabriel toma ventaja de ello y se convierte en un empresario del mundo del glamour y logra subir como la espuma; mientras Brandon es llevado a la ruina económica y profesional.
Años después Brandon toma la decisión de regresar y apostar todo a su nuevo sueño: abrir una agencia de modelaje y superar a Gabriel; una vez más el destino une los caminos y reaviva la rivalidad entre dos viejos amigos que comparten más de un secreto.

## Producción
Las grabaciones de la serie comenzaron el 8 de noviembre de 2004 en los estudios de TV Azteca, en la delegación Tlalpan, al sur del Distrito Federal y finalizaron el 11 de febrero de 2005 con un total de 65 episodios.
El tema original y música para Top Models llamada "Qué Importa?" está compuesta por la cantante mexicana Mariana Ochoa. La cantante grabó la canción el 3 de enero de 2005.

## Elenco
- Mariana Ochoa - Mariana San Martín / Paloma Reynoso
- Michel Gurfi - Marco Sanz
- Fernando Ciangherotti - Gabriel Cossy
- Rodrigo Abed - Brandon Oliver
- Andrea Noli - Valeria Osuna
- Carolina Kroop - Ariana Del Río de Oliver
- Alejandra Prado - Nicole Trueba
- Adriana Louvier - Carla Oliver Del Río
- Fernando Noriega - Martín Oliver Del Río
- José Antonio de la O - José
- Norby Lagarejo - Greta Carrillo
- María de la Fuente – Celeste Osuna
- Marcela Ruíz Esparza - Luciana Fortuni
- Carla Carrillo - Sol Katsmann
- Alejandra Urdiaín - Patricia Rondeso
- Diana García - Azul
- Andrea Escalona - Brenda
- Carolina Ardohain
- Carolina Carvajal - Raquel Lomelí
- Alejandra Mena - Rocio Franco
- Paty Garza - Vicky Garces
- Fernando del Solar - Valentín Del Río
- Adrián Cue - Claudio
- Cecilia Ponce - Fernanda
- Alberto Casanova - Adrián _ Julio
- Rafael León - Tomás